# لئونخینو اونسایم
لئونخینو اونسایم (اسپانیایی: Leongino Unzaim‎; ۱۶ مهٔ ۱۹۲۵ – ۲۳ مارس ۱۹۹۰) بازیکن فوتبال اهل پاراگوئه بود.
از باشگاه‌هایی که در آن بازی کرده‌است می‌توان به باشگاه ورزشی لاتزیو، باشگاه ورزشی الیمپیا، باشگاه فوتبال روآن، باشگاه فوتبال ناسیونال پاراگوئه، باشگاه فوتبال رایو وایکانو، و باشگاه فوتبال بوردو اشاره کرد.
وی همچنین در تیم ملی فوتبال پاراگوئه بازی کرده‌است.